# Людвигов, Людвиг Казимирович
Людвиг Казимирович Людвигов (фамилия при рождении — Маевский; 1854 — 1929) — русский и советский актёр, режиссёр, драматург, поэт и переводчик. Заслуженный артист Республики (1929).

## Биография
Сценическую деятельность начал в 1874 году, под кураторством известного польского театрального актёра О. Ф. Домбровского. Играл во многих театрах провинциальных городов Западного края (Орёл, Ростов-на-Дону, Харьков, Киев, Одесса, Воронеж, Гомель, Самара, Николаев, Ярославль) как опереточный и водевильный простак.
С 1881 играл в московском Пушкинском театре имени А. А. Бренко.
В 1890-1894 играл в Русском драматическом театре Ф. А. Корша.
В 1928-1929 актер Ростовского драмтеатра.
Блестящий актёр на роли фатов и резонёров, обладал прекрасной внешностью, был мастером сценического экспромта. Выступал и как режиссёр.
Писал, переводил пьесы под псевдонимами Л. К. М., Л. К. М. (Людвигов), свои стихотворения подписал псевдонимом Людвигов Л..

## Творчество

### Роли в театре
- «Горе от ума» А. С. Грибоедова — Фамусов
- «Бешеные деньги» А. Н. Островского — Телятев
- «Измена» А. И. Южина — Солейман
- «Василиса Мелентьева» А. Н. Островского и С. А. Гедеонова — Иван Грозный